# Црвени мундири
Црвени мундири (енгл. Red coat или Redcoat) је историјски појам коришћен да означи војнике Британске армије због њихове црвене униформе коју је претходно носила већина британских војника (изузев артиљерије, стрељачке бригаде и лаке коњице), имали су црвени капут или капутић. Од 1870. године, живописније нијансе љубичастоцрвене усвојене су за све чинове, а претходно су је носили само официри, водници и сви чинови појединих коњичких пукова.

## Историја
Црвени капут се развио од британске уобичајене пешадијске униформе до одеће која би се одевала једино у церемонијалне сврхе. Њено званично усвајање датира од фебруара 1645. године, када је Парламент Енглеске усвојио пропис Војске новог обрасца. Нова енглеска армија је оформљена од 22.000 људи, подељена у 12 пукова, сваки од по 600 људи, једног драгунског пука од 1.000 људи и артиљерије, која се састојала од 900 топова. Пешадијски пукови имали су венецијанско црвене капуте са белом поставом. Свеобухватни коментар на Војску новог обрасца који датира од 7. маја 1645. године говори да „су сви људи црвени мундири, и цела армија је подељена са само неколико постава њихових капута“.